# Sony Pictures Television
Sony Pictures Television, Inc. (также известна как Sony Pictures Television Studios) — американская телестудия, принадлежащая компании Sony Pictures Entertainment. Занимается производством и дистрибуцией контента. 

## Деятельность компании
Sony Pictures Television владеет собственной библиотекой полнометражных фильмов, сериалов и реалити-шоу, удостоенных престижных наград, а также мультипликационных сериалов и драм, получивших высокие оценки критиков. В дополнение к американскому бизнесу по производству фильмов и сериалов SPT имеет 19 производственных компаний собственных и совместных предприятий в 13 странах за пределами США, а также офисы в 31 стране. 
Портфель всемирной телесети SPT включает в себя более 150 развлекательных телеканалов в 178 странах мира с суммарной аудиторией более двух миллиардов зрителей по всему миру. SPT также занимается разработкой, поддержкой и созданием контента, а также управляет видеосайтом студии — Crackle. Кроме того, SPT является владельцем американской продюсерской компании Embassy Row, совладельцем кабельного телеканала Game Show Network (GSN), а также национального рекламного агентства ITN Networks.
Департамент по размещению рекламы компании SPT является одной из лидирующих компаний по продаже рекламного времени в сериалах производства Sony Pictures Television, а также таких бизнес-единиц, как Rural Media Group и DoctorOz.com.

## Фильмография
| Год       | Название                                | Дистрибьютор       | Производство |
| --------- | --------------------------------------- | ------------------ | --- |
| 2021      | Days of Our Lives: Beyond Salem         | Peacock            | совместно с Corday Productions                                                                                   |
| 2021      | Я знаю, что вы сделали прошлым летом    | Amazon Prime Video | совместно с Amazon Studios, Atomic Monster, Original Film, Mandalay Television, Off Center Inc.                  |
| 2021-2022 | Бегущий по лезвию: Чёрный лотос         | Adult Swim         | совместно с Sola Digital Arts, Williams Street, Crunchyroll Studios, Alcon Entertainment                         |
| 2021-н.в  | Колесо времени                          | Amazon Prime Video | совместно с Amazon Studios, Radar Pictures, Iwot Pictures, Long Weekend, Little Island Productions               |
| 2022-н.в  | The Good Dish                           | Syndication        | |
| 2022-н.в  | Вечеринка                               | Apple TV+          | совместно с Lord Miller Productions, TriStar Television                                                          |
| 2022      | Jeopardy! National College Championship | ABC                | |
| 2022-н.в  | Пацаны: Осатанелые                      | Amazon Prime Video | совместно с Amazon Studios, Titmouse, Inc., Kripke Enterprises, Original Film, Point Grey Pictures               |
| 2022-н.в  | Hullraisers                             | Channel 4          | совместно с Fable Pictures                                                                                       |
| 2022-н.в  | Хроники пышки                           | HBO Max            | совместно с Cinestar, Osprey Productions, UnbeliEVAble Entertainment, Bons Mots Emporium Inc.                    |
| 2022      | Их собственная лига                     | Amazon Prime Video | совместно с Amazon Studios                                                                                       |
| 2023      | Одни из нас                             | HBO                | совместно с PlayStation Productions, Naughty Dog, The Mighty Mint, Word Games                                    |
| TBA       | Twisted Metal                           | Peacock            | совместно с PlayStation Productions, Universal Television, Artists First, Electric Avenue, Inspire Entertainment |
| TBA       | Hazbin Hotel                            | Prime Video        | совместно с SpindleHorse, A24, Bento Box Entertainment, Amazon Studios                                           |
| TBA       | God of War                              | Amazon Prime Video | совместно с PlayStation Productions, Amazon Studios                                                              |
| TBA       | Horizon 2074                            | Netflix            | совместно с PlayStation Productions                                                                              |